# Radio Orania
Radio Orania is een Zuid-Afrikaans radiostation in de Noord-Kaap, specifiek toegewezen aan de gemeenschap van Orania. Het uitzendgebied omvat een deel van de Bo-Karoo rond Orania. Ontvangst is ook mogelijk in Hopetown.
Programma's worden uitgezonden in het Afrikaans. Het radiostation zend van 5 's ochtends tot 4 uur 's middags en van 5 uur 's middags tot 10 uur 's avonds uit. De doelgroep van Radio Orania is de gemeenschap van Orania.
Radio Orania werd op 12 april 2008 gelanceerd, nadat zijn voorganger Radio Club 100 was gesloten door de Independent Communications Authority of South Africa (ICASA). Het radiostation wordt in de lucht gehouden door vrijwilligers en meer dan 50 bijdragers.
Het programma is een afwisseling tussen muziek (40%) en gesprek (60%). Programma's omvatten literatuur, kunst, politiek en regionaal nieuws. In 2009 haalde een leerling van de Volkskool Orania het landelijke nieuws toen zijn gehoorspel over de Slag van Majuba werd uitgezonden op Radio Orania.

## Geschatte luisteraantallen
| Maand          | Per week |
| Mei 2013       | 22 000   |
| Februari 2013  | 8 000    |
| Dececmber 2012 | 9 000    |
| Oktober 2012   | 8 000    |
| Augustus 2012  | 6 000    |
| Juni 2012      | 6 000    |